# 朱利安·埃尔廷奇

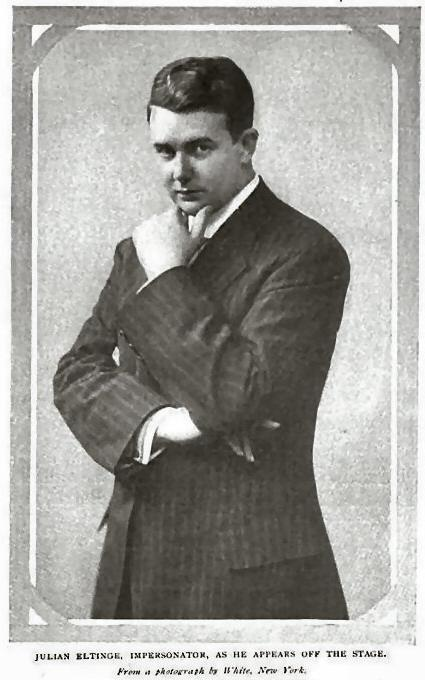

朱利安·埃尔廷奇（英語：Julian Eltinge，1881年5月14日—1941年3月7日），原名威廉·朱利安·道尔顿（William Julian Dalton），美国男演员。他被誉为20世纪内最杰出的反串演员之一。

## 生平
1904年，朱利安·埃尔廷奇首次在百老汇剧院演出，剧目为Mr. Wix of Wickham；虽然该剧在当时未取得成功反响，但它奠定了埃尔廷奇明星事业的开端。在此期间，埃尔廷奇开始作反串演出，并几乎以假乱真。
1911年，演出剧目《迷人寡妇》（The Fascinating Widow），并取得成功。
1917年，朱利安·埃尔廷奇在好莱坞出演了自己的首部故事片《迷人的伯爵夫人》（The Countess Charming）。在好莱坞时期，他是当时片酬最高的几个演员之一。但在1930年代，美国经济出现大萧条，朱利安·埃尔廷奇的星途亦随之黯淡。1941年，逝世于纽约。